# Броњолиго-Бутапијетра (Верона)
Броњолиго-Бутапијетра је насеље у Италији у округу Верона, региону Венето.
Према процени из 2011. у насељу је живело 57 становника. Насеље се налази на надморској висини од 34 м.